# Lúcio Rocha
Lúcio Gonçalo da Silva Rocha, noto semplicemente come Lúcio Rocha (Porto, 5 maggio 2004), è un giocatore di calcio a 5 portoghese.

## Carriera

### Club
Lúcio Rocha si è formato nel settore giovanile del Caxinas, debuttando in prima squadra nel corso della stagione 2019-20. Nell'estate del 2021 viene acquistato dal Benfica; dopo una stagione in prestito allo stesso Caxinas, il laterale si trasferisce a Lisbona dove si ritaglia, fin da subito, un ruolo da protagonista. È stato premiato come miglior giovane ai Futsal Awards del 2023, divenendo il secondo portoghese – dopo Zicky Té – a venire insignito del prestigioso riconoscimento internazionale.

### Nazionale
Con la selezione Under-19 del Portogallo ha vinto, da capocannoniere, il campionato europeo di categoria, venendo eletto inoltre miglior giocatore del torneo. Nel dicembre del 2023 viene convocato per la prima volta nella nazionale maggiore con cui un anno più tardi partecipa alla sua prima Coppa del Mondo.

## Palmarès

### Club
- Coppa del Portogallo: 1
Benfica: 2022-23
- Taça da Liga: 1
Benfica: 2022-23
- Supercoppa portoghese: 1
Benfica: 2023

### Nazionale
- Campionato europeo under-19: 1
Croazia 2023

### Individuale
- Futsal Awards: 1
Miglior giovane: 2023